# ポリクオタニウム
ポリクオタニウム(Polyquaternium)は、トイレタリー製品に用いられるいくつかの高分子電解質に対し、化粧品原料国際命名法に基づいて与えられた名称である。重合体中に第四級アンモニウム(quaternary ammonium)中心を含むことを強調した造語である。化粧品原料国際命名法では、この少なくとも40の異なる重合体をこの名称の下で命名している。異なる重合体は、「ポリクオタニウム」という名前に続く異なる番号で区別される。例えば、ポリクオタニウム-5、ポリクオタニウム-7、ポリクオタニウム-47は、それぞれ重合体の化学的な組成が異なっている。番号は、化学組成に基づいているのではなく、登録の順番に割り当てられている。
ポリクオタニウムは、コンディショナー、シャンプー、ヘアムース、整髪料、ヘアカラーリング剤、ラブローション、コンタクトレンズ液等に用いられている。正に荷電しているため、シャンプーや毛髪タンパク質に含まれる負電荷を中和し、髪の毛を平らにするのを助ける。また、正電荷により、髪の毛や皮膚とイオン結合する。抗菌性を持つものもある。
| ポリクオタニウム    | 化学組成 |
| ------------------- | --- |
| ポリクオタニウム-1  | エタノール, 2,2',2-ニトリロトリス-, 1,4-ジクロロ-2-ブテンとN,N,N',N'-テトラメチル-2-ブテン-1,4-ジアミンの重合体                                        |
| ポリクオタニウム-2  | ポリ[ビス(2-クロロエチル) エーテル-alt-1,3-ビス[3-(ジメチルアミノ)プロピル]尿素]                                                                       |
| ポリクオタニウム-4  | ヒドロキシエチルセルロースと塩化ジアリルジメチルアンモニウムの共重合体                                                                                 |
| ポリクオタニウム-5  | アクリルアミドと四級化ジメチルアンモニウムエチルメタクリル酸の共重合体                                                                                 |
| ポリクオタニウム-6  | ポリ塩化ジアリルジメチルアンモニウム |
| ポリクオタニウム-7  | アクリルアミドと塩化ジアリルジメチルアンモニウムの共重合体                                                                                             |
| ポリクオタニウム-8  | メタクリル酸のメチルジメチルアミノエチルエステルとメタクリル酸のステアリルジメチルアミノエチルエステルのジメチル硫酸で四級化した共重合体               |
| ポリクオタニウム-9  | メタクリル酸のN,N-(ジメチルアミノ)エチルエステルのブロモメタンで四級化した単重合体                                                                     |
| ポリクオタニウム-10 | 四級化ヒドロキシエチルセルロース |
| ポリクオタニウム-11 | ビニルピロリドンと四級化ジメチルアミノエチルメタクリル酸の共重合体                                                                                     |
| ポリクオタニウム-12 | エチルメタクリル酸 / アビエチルメタクリル酸 / ジエチルアミノエチルメタクリル酸のジメチル硫酸で四級化した共重合体                                       |
| ポリクオタニウム-13 | エチルメタクリル酸 / オレイルメタクリル酸 / ジエチルアミノエチルメタクリル酸のジメチル硫酸で四級化した共重合体                                         |
| ポリクオタニウム-14 | トリメチルアミノエチルメタクリル酸の単重合体 |
| ポリクオタニウム-15 | アクリルアミドと塩化ジメチルアミノエチルメタクリル酸メチルの共重合体                                                                                   |
| ポリクオタニウム-16 | ビニルピロリドンと四級化ビニルイミダゾールの共重合体                                                                                                   |
| ポリクオタニウム-17 | アジピン酸、ジメチルアミノプロピルアミン、ジクロロエチルエーテルの共重合体                                                                             |
| ポリクオタニウム-18 | アザライン酸、ジメチルアミノプロピルアミン、ジクロロエチルエーテルの共重合体                                                                           |
| ポリクオタニウム-19 | ポリビニルアルコールと2,3-エポキシプロピルアミンの共重合体                                                                                             |
| ポリクオタニウム-20 | ポリビニルオクタデシルエーテルと2,3-エポキシプロピルアミンの共重合体                                                                                   |
| ポリクオタニウム-22 | アクリル酸と塩化ジアリルジメチルアンモニウムの共重合体                                                                                                 |
| ポリクオタニウム-24 | ラウリルジメチルアンモニウム置換エポキシドと反応したヒドロキシエチルセルロースの四級アンモニウム塩                                                     |
| ポリクオタニウム-27 | ポリクオタニウム-2とポリクオタニウム-17のブロック共重合体                                                                                              |
| ポリクオタニウム-28 | ビニルピロリドンとメタクリルアミドプロピルトリメチルアンモニウムの共重合体                                                                             |
| ポリクオタニウム-29 | 酸化プロピレンで修飾されエピクロロヒドリンで四級化したキトサン                                                                                         |
| ポリクオタニウム-30 | エタンアミニウム, N-(カルボキシメチル)-N,N-ジメチル-2-[(2-メチル-1-オキソ-2-プロペン-1-イル)オキシ]-, 分子内塩, メチル-2-メチル-2-プロペン酸との重合体 |
| ポリクオタニウム-31 | ジエチル硫酸で四級化し、ポリアクリロニトリルのブロックに結合したN,N-ジメチルアミノプロピル-N-アクリルアミジン                                          |
| ポリクオタニウム-32 | ポリ(アクリルアミド-2-メタクリルオキシエチルトリメチルアンモニウムクロリド)                                                                            |
| ポリクオタニウム-33 | トリメチルアミノエチルアクリル酸塩とアクリルアミドの共重合体                                                                                           |
| ポリクオタニウム-34 | 1,3-ジブロモプロパンとN,N-ジエチル-N',N'-ジメチル-1,3-プロパンジアミンの共重合体                                                                       |
| ポリクオタニウム-35 | メタクリロイルオキシエチルトリメチルアンモニウムとメタクリロイルオキシエチルジメチルアセチルアンモニウムの共重合体のメト硫酸塩                         |
| ポリクオタニウム-36 | N,N-ジメチルアミノエチルメタクリル酸とブチルメタクリル酸のジメチル硫酸で四級化した共重合体                                                             |
| ポリクオタニウム-37 | ポリ(2-メタクリルオキシエチルトリメチルアンモニウムクロリド)                                                                                           |
| ポリクオタニウム-39 | アクリル酸、アクリルアミド、塩化ジアリルジメチルアンモニウムの三元重合体                                                                               |
| ポリクオタニウム-42 | ポリ[オキシエチレン(ジメチルイミノ)エチレン(ジメチルイミノ)エチレンジクロリド]                                                                         |
| ポリクオタニウム-43 | アクリルアミド、塩化アクリルアミドプロピルトリモニウム、2-アミドプロピルアクリルアミドスルホン酸塩、ジメチルアミノプロピルアミンの共重合体             |
| ポリクオタニウム-44 | 3-メチル-1-ビニルイミダゾリウムメチルスルホン酸塩とN-ビニルピロリドンの共重合体                                                                        |
| ポリクオタニウム-45 | (N-メチル-N-エトキシグリシン)メタクリル酸とN,N-ジメチルアミノエチルメタクリル酸のジメチル硫酸で四級化した共重合体                                      |
| ポリクオタニウム-46 | ビニルカプロラクタム、ビニルピロリドン、四級化ビニルイミダゾールの三元重合体                                                                           |
| ポリクオタニウム-47 | アクリル酸、塩化メタクリルアミドプロピルトリメチルアンモニウム、メチルアクリル酸の三元重合体                                                           |